# Soubor lidových písní a tanců Hukvaldy
Soubor lidových písní a tanců Hukvaldy byl založen v roce 1971. Uměleckou vedoucí byla paní Alena Polochová z Rychaltic.
Cimbálová muzika, která soubor později doprovázela, vznikla koncem sedmdesátých let. Prvním primášem muziky byl pan Arnošt Fabriger z Hukvald.

## Historie
Repertoár souboru se opíral převážně o sbírky tanců Vincence Sochy ze Lhotky. Soubor s doprovodem muziky účinkoval na mnoha oslavách v obci a obohacoval tím kulturní život v domácím prostředí i na různých místech v okrese a kraji. Účastnil se soutěží a přehlídek. Pořádal lašské bály na Hukvaldech a spolupracoval s dětským národopisným souborem Lašánek, který založily a jeho uměleckými vedoucími byly učitelky ZŠ Hukvaldy paní Iva Jílková a paní Alena Polochová. Jako součást Lašánku vznikla v roce 1985 i dětská cimbálová muzička, která od r. 1990 nese jméno hukvaldského zbojníka Gajdušek. Jejím zakladatelem a uměleckým vedoucím byl člen Souboru lidových písní a tanců Hukvaldy, kontrabasista Vladan Jílek. Ten v roce 2001 založil i cimbálovou muziku Pramínky. 

## Galerie

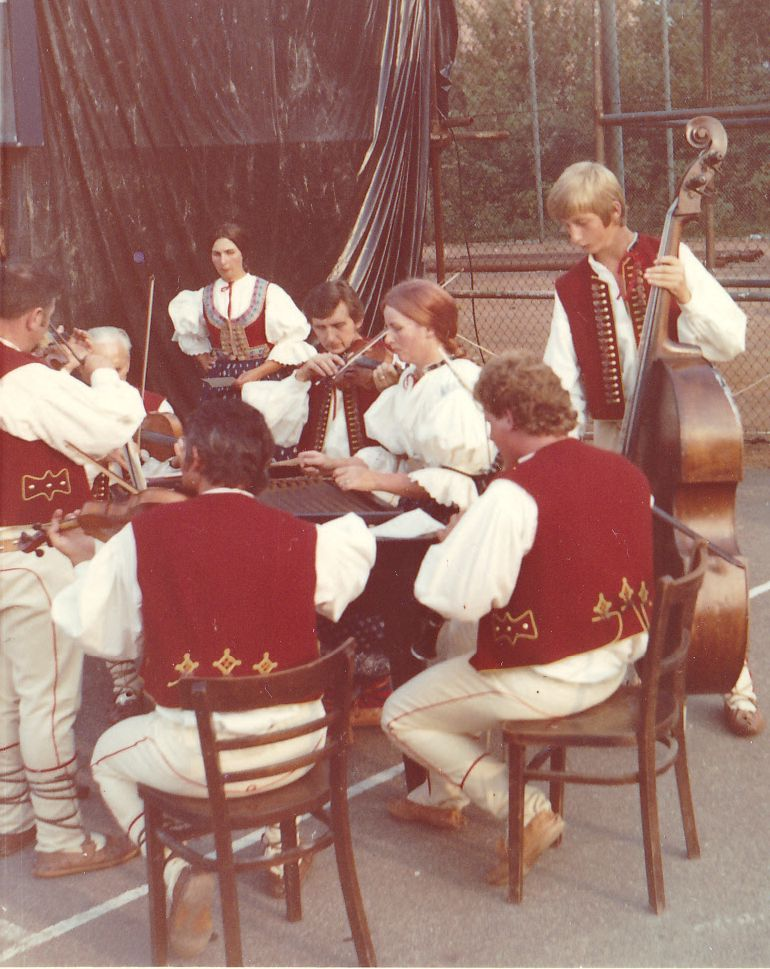
Cimbálová muzika
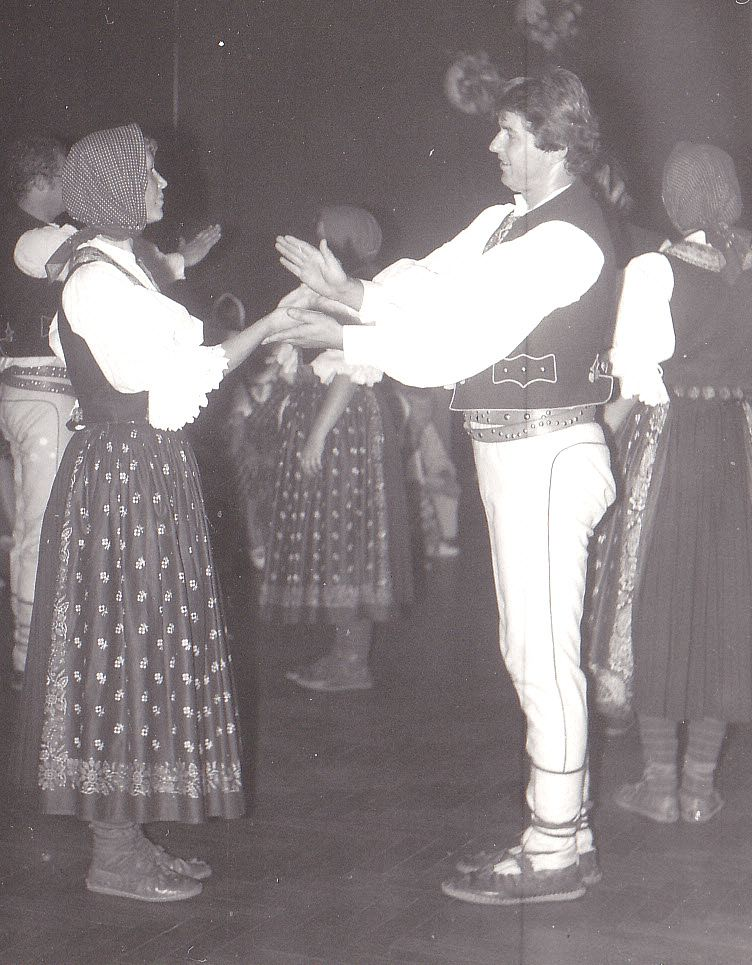
Taneční složka souboru